# 스페이스고스트퍼프
마르세즈 머니 롤(1991년 4월 1일 ~ ), "스페이스고스트퍼프"로 전문적으로 알려져 있는 그는 미국 플로리다주 마이애미 출신의 래퍼이다. 그는 미국의 힙합 그룹 레이더 클랜의 창립자였다.
유명한 레이더 클랜 멤버와 동료로는 덴젤 커리(Denzel Curry), 롭 뱅크스(Robb Banks), 푸야(Pouya), 크리스 트래비스(Chris Travis), 영 시미(Yung Simmie), 자비에 울프(Xavier Wulf)가 있다. SGP는 믹스테이프, 프로듀싱, 다른 언더그라운드 아티스트들과의 작업을 통해 언더그라운드 힙합 씬에서 팔로워를 모았다. 그는 Juicy J, 릴 우지 버트, 위즈 칼리파, Rob Banks, ASAP mob, 릴 트레이시 등의 아티스트들의 곡들을 프로듀싱했다. 2012년 6월 12일, 그의 데뷔 앨범 "Mysterious Phonk: Chronicles of Space Ghost Purrp" 가 발매되었다.

## 생애
스페이스고스트퍼프는 플로리다주 마이애미의 Carol City 근처에서 태어났다. 그는 5살에 랩을 시작했고 13살에 프로듀싱을 시작했으며, 플로리다주 펨브로크 파인스에 있는 실버 트레일 중학교와 플로리다주 미라마에 있는 에버글레이즈 고등학교를 다녔다. 그는 바하마인과 쿠바인의 후손이다.

## 음악적 커리어

### 2008–2011: 시작과 "검은땅 라디오(Blackland Radio) 66.6"
고등학교 때, 스페이스고스트퍼프는 스케이트보드를 자주 타기 시작했다.그러나 후에 그는 음악계에서 경력을 쌓고 싶다고 결심했다. 그는 고등학교를 일찍 졸업하기 위해 일했다. 스페이스고스트퍼프는 2010년 5월 23일 유튜브 채널 "스페이스고스트퍼프엠제이23(Spaceeghostpurrpmj23)"을 만들면서 음악을 업로드하기 시작했다.스페이스고스트퍼프의 초기 발표에는 70/80년대 소울트레인 미학을 담은 "Purrped & chopped(퍼페드 & 쇼페드)"같은 곡들이 포함된 일련의 비주얼이 포함되어 있었다.퍼페드 & 쇼페드 토로이 모이스 노래와,심지어 클레이숀(Kreayshawn) 뮤직 비디오도 마찬가지이다.
2010년 8월, 스페이스 고스트 퍼프는 NASA: 더 믹스테이프를 작업하기 시작했다. 믹스테이프. 스페이스 고스트 퍼프는 2008년 도우 다돈, 카다피, 무니 주니어, 지트와 함께 힙합 그룹 레이더 클랜을 결성했다. 지트는 2010년에 죽었다.스페이스 고스트 퍼프는 레이더 클랜에 덴젤 커리(Denzel Curry), 영 시미(Yung Simmie), 넬(Nell), 크리스 트래비스(Chris Travis), 자비에 울프(Xavier Wuㅣf), 렐(Rell), 앰버 런던(Amber London), 키 냐타(Key Nyata)를 포함한 다양한 랩 아티스트를 영입했다.
2010년 말과 2011년 초에 스페이스 고스트 퍼프는 릴 어글리 마인과 공동 작업을 시작했다. 어글리 마인이 자신의 앨범 "Blackland Radio 66.6"의 아트워크를 담당하게 된 그 무렵, 스페이스 고스트 퍼프는 믹스테이프 "Blackland Radio 66.6"의 믹스테이프를 작업하기 시작했다.
2011년 5월 1일 《블랙랜드 라디오 66.6》이 발매된 후 몇 주 후 스페이스 고스트 퍼프는 2011년에 발매될 예정인 MIND OF PURP, SUMMA PHONK VOL이라고 불리는 다섯 개의 믹스테이프,  TRILLUMINATTI, BLVCK MVRDOC, 그리고 SON OF EYE라고 불리는 미쉬카 뉴욕과의 협업 프로젝트를 작업 중이라고 발표했다. 스페이스 고스트 퍼프는 이 모든 믹스테이프들을 위해 싱글을 투하했지만, 일단 뉴욕에 도착해서 ASAP Mob과 협업을 시작하기 위해 머물면서 방향을 바꾸었기 때문에 이 믹스테이프를 발매하지 않았다. 2011년 여름, SpaceGhostPurrp는 동료 래퍼인 Speak!와 Juicy J와 함께 작업했다.
SpaceGhostPurrp는 2011년 8월에 ASAP Mob의 멤버들과 함께 살기 위해 뉴욕으로 갔다. 2011년 9월 말, 스페이스 고스트 퍼프는 트릴루미나티를 해임하고 BLVCK의 GOD라고 불리는 새로운 믹스테이프를 제작하고 있다고 발표했다. 이 믹스테이프는 2012년 2월에 출시되었다.

### 2012–2013: "미스테리 폰크: 우주유령 퍼프의 연대기"
2012년 초, 스페이스 고스트 퍼프는 영국의 "독립 음반사" 4AD와 일회성 음반 계약을 체결하고, 그의 데뷔 음반을 위해 그의 이전 믹스 테이프의 곡들을 리믹스하기 시작했다. 그의 초기 곡들은 대부분 기차 휘파람, 여성 포르노 스타, 그리고 《모탈 컴뱃》 비디오 게임의 사운드트랙에서 나온 드롭과 같은 소스로부터의 샘플과 다른 비디오 게임 시리즈가 포함되어 있다. 그는 자신의 노래 외에도 다른 아티스트(대부분 레이더 클랜의 멤버)를 위한 비트를 제작하기도 하지만, 다른 사람들을 위한 비트를 제작하기도 한다. 그는 위즈 칼리파의 믹스테이프인 "Keep it G"와 ASAP Rocky의 "Pretty Flacko"를 위해 "T.A.P."라는 제목의 곡을 제작했다.
그의 데뷔 음반 "Mysterious Phonk: Chronicles of Space Ghost Purrp"는 2012년 6월 12일 발매되었으며, 대부분 이전 믹스테이프에서 리믹스된 트랙으로 구성되어 있다. 그는 가끔 래퍼 쥬시 제이와 함께 일했고 쥬시 제이의 《Blue Dream & Lean》의 많은 트랙을 프로듀싱했다. 그는 또한 래퍼 동료인 스피츠와 함께 쥬시 J의 《Deez Bitches Rollin'》에 게스트로 출연한다. 스페이스 고스트 퍼프는 또한 도모 제네시스의 & 연금술사 (음악가)의 데뷔 콜라보레이션 음반 "No Idols"에 수록되었다.
SpaceGhostPurrp는 인터뷰에서 밝혔다.그가 믹스테이프 "BLACKLAND RADIO 66.6"을 발매한 이후, 쇼에서 그의 음악을 들려주며 그를 지지해 온 랩 그룹 OFWGKTA와 곧 있을 프로젝트가 있다고 밝혔다.
2012년 7월 16일, 스페이스 고스트 퍼프는 하드코어 펑크 밴드인 '쓰레기 토크(Trash Talk)'와 함께 첫 투어를 시작했다. 이 미니 투어는 7월 16일부터 23일까지 계속되었는데, 캘리포니아에서 4개의 쇼를 공연했고, 오리건에서 1개, 그리고 워싱턴에서 2개를 공연했다. 그의 노래 "The Black God"는 피치포크의 2012년 최고의 노래 50곡 중 46위에 올랐다.2013년 3월 17일 마이애미에서 열린 울트라 뮤직 페스티벌에서 동료 레이더 클랜 멤버 영 시미, 클랜 리코와 함께 공연하기도 했다.

### 2014–2015: "취중" 및 기타 프로젝트
2014년 1월 19일, 스페이스 고스트 퍼프는 자신의 곡들을 찾기 힘들며, 그가 프로듀싱하거나 피쳐링한 곡들로 구성된 '58 블런츠 오브 퍼르프'라는 제목의 컴필레이션을 발표했다.2014년 2월 28일, 스페이스 고스트 퍼는 "B.M.W. 2: Into XXXicated"라는 18트랙 믹스테이프를 발매했다. 이후, 그는 특정 곡의 템포가 바뀐 약간 다른 버전의 "B.M.W. 2:Into XXXicated"를 발표했고, 전반적인 음질이 약간 향상되었지만 여전히 이전과 같은 많은 Lo-Fi 품질을 유지했다. 몇 달 후, 이 음반은 리마스터링되어 일부 트랙을 제거하고 새로운 트랙을 추가했으며, "Into XXXicated"라는 이름으로 아이튠즈에서 음반으로 발매되었다.
2015년 초, 스페이스 고스트 퍼프는 두 개의 새로운 프로젝트를 출시했는데, 그 중 첫 번째 프로젝트는 "다크 엔젤"이었고 1월 13일에 출시되었다.  두 번째 프로젝트인 "Money Mendoza"라는 5트랙 EP가 1월 25일에 발매되었다. 그해 말, 스페이스 고스트 퍼프는 마이애미를 떠나 애틀랜타로 이주하여 아버지, OG 마코와 같은 음악가들과 함께 음악을 만들었다. 2015년 4월, 스페이스 고스트 퍼프는 두 개의 컴필레이션을 발표했다.
하나는 그해 초에 발매된 EP의 확장 버전인 "VENENO"라는 제목이었고, 다른 하나는 2014년과 2015년에 발매된 느슨한 트랙으로 구성된 "PYRO Era"라는 제목이었다. 지난 5월 9일, 그의 인스타그램 계정을 통해 '머니 멘도자'라는 별명으로 새 EP '리치스트 리벤지'가 공개됐다. 2015년 5월, 레이더 클랜은 "레이더 클랜 레코드: 《The Mixtape"는 스페이스 고스트 퍼프의 일부 프로듀싱과 보컬을 담당했다.
2015년 6월 24일, 데즈 로프는 영 록이 공동 프로듀싱한 "Shawty"라는 제목의 영 터그가 피처링한 곡을 발표했는데, 이 곡은 스페이스 고스트 퍼프의 음반 "Mysterious Phonk: SPACE Ghost Purrp의 연대기는 제작자로부터 신뢰를 얻지 못했으며, 트위터를 통해 사소한 충돌이 발생했고, 곧 평화적으로 해결되었다."

### 2016년 ~ 현재: "블랙랜드 라디오 66.6 2와 3"
2016년 5월 9일, 스페이스 고스트 퍼프는 "블랙랜드 라디오 66.6 Pt.2"라는 제목의 믹스 테이프를 닷피프 전용으로 발매했다.그는 파트 2에 따라 후속작을 발매할 계획이 있다고 밝혔으나 결국 2018년 3월 4일 블랙랜드 라디오 3의 발매로 바로 건너뛰기로 결정했다.
2016년 《Tiny Mix Tapes》는 스페이스 고스트 퍼프의 블랙 머니 보이즈 데스 로우(BMB) 컬렉션을 2016년 가장 좋아하는 레이블 중 하나로 인정했다:
BMB의 사운드는 소울자 보이와 릴 B가 만들어낸 마이스페이스 시대의 소재에 대한 불길한 반전이며, 글로 갱의 흐릿한 드릴 쾌락주의로 물들어 있다. 제휴사의 디스토릭트는 종종 친구들에 의해 호스팅되고, 다작 백 카탈로그에 묻히며, 때때로 그들이 구상한 지 며칠 후에 삭제된다. BMB 데스 로우(Death Row)를 추적하는 것은 지속적인 감시 아래 웹 존재를 유지하거나 클러치 새 컷을 놓칠 위험을 감수하는 것입니다.

2017년 초, 스페이스고스트퍼(SpaceGhostPurrp)는 레이블 예이위온엔터테인먼트(LC)와 계약을 맺어 이전에 발매된 스페이스고스트퍼프의 작품을 배급하였다.

## 영향
스페이스 고스트 퍼프는 카니예 웨스트, 위즈 칼리파, 구찌 마네, 포이즌 클랜, 파리 (래퍼), 스리 6 마피아, UGK, Bone Bangbers-N-Harmony, Big L, Eazy-E, 2Pac, DJ Screw. 그리고 많은 아티스트들을 영향력 있는 아티스트로 열거했다.
그는 2012년에 발매된 믹스테이프 "Blue Dream & Lean"에서 쥬시 존과 같은 그의 많은 영향과 협력했다.스페이스 고스트 퍼프는 종종 그의 어두운 "폰" 소리를 그가 "블랙랜드"라고 일컫는 캐롤 시티에서 자라온 위험하고 폭력적인 환경 때문이며, 그의 지옥에 대한 언급과 관련이 있으며, 비평가들에게 찬사를 받은 믹스테이프 블랙랜드 라디오 66.6에서 사탄적인 상징성 때문이라고 말한다.
그와 다른 레이더 클랜 멤버들은 트레이본 마틴의 총격에 대해 언급했고, 그는 그의 앨범 "Mysterious Phonk:"에 발표된 "No Evidence"라는 제목의 추모곡을 만들었다. 스페이스고스트퍼프의 연대기". SpaceGhostPurrp는 또한 그가 메슈가와 같은 익스트림 메탈 밴드의 열렬한 팬이라고 말했다.
그의 이름은 1966년 TV 시리즈 《스페이스 고스트》와 1994년 패러디 토크쇼 《스페이스 고스트 코스트 투 코스트》에서 따왔다.

## 개인사
2019년 8월 25일, 유튜브 스트림에서 스페이스 고스트 퍼프는 자신이 자폐 스펙트럼에 있다고 말했다.

## 논쟁
2011년 말, 아티스트이자 레퍼토리 아티스트이자 당시 독립적이었던 ASAP Mob 아티스트 그룹의 공동 설립자인 ASAP Yams는 텀블러를 통해 Space Ghost Purrp와 그의 음악을 발견했다.Yams는 Space Ghost Purrp에게 자신의 Blackland Radio 66.6 믹스테이프를 즐기며, 그를 뉴욕의 ASAP Mob과 함께 하도록 초대했다고 말했다.스페이스 고스트 퍼프는 스페이스 고스트 퍼rp의 음악의 열렬한 팬이었던 ASAP 로키를 위해 음악을 제작하기 시작했는데, 그 중에는 록키의 믹스테이프인 라이브에 수록된 〈Keep it G〉도 포함되어 있다.
스페이스고스트퍼프와 ASAP mob은 2011년 12월 트위터에서 스페이스고스트퍼프와 말다툼을 하기 전까지 친구로 남아있었다. 이로 인해 로키는 "Yao Ming(야오밍, 리믹스)"이라는 곡에서 레이더 클랜을 디스하게 되었다. 라키에 의해 공개된 그 곡은 스페이스 고스트 퍼프와 ASAP Mob 사이의 트위터 싸움을 심화시켰지만, 다른 ASAP Mob 멤버들이 스페이스 고스트 퍼프를 위해 발언했을 때, 싸움은 오래가지 못했다.
약 일주일 후, 로키는 트릴웨이브(Trillwave) 장르와 스페이스 고스트 퍼프에 대한 외침으로 "Pretty Flacko"를 포기했다. 2012년 4월, ASAP Mob이 코첼라에서 발매되지 않은 SpaceGhostPurrp 트랙을 재생하면서, 이번에는 SpaceGhostPurrp와 ASAP Yams 사이에 좋지 않은 언쟁으로 끝이 났다. 나머지 2012년과 2013년 초까지 ASAP Mob은 스페이스 고스트 퍼프의 음악 프로듀싱 중 일부를 사용하여 "I Need Money" (이후 "Max Julien")와 ASAP Rocky의 "Surdenly" 트랙을 만들었다.
2012년 6월, 불화는 잠잠했고 전 레이더 클랜 멤버 스투프스가 ASAP 트윌비에게 폭행을 당하기 전까지 사이가 좋았던 것으로 보인다. 이로 인해 스페이스 고스트 퍼프와 트윌비 사이의 불화는 최고조에 달했고 결국 레이더 클랜과 ASAP 몹 전체로 확대되었다. 2012년 11월, 스페이스 고스트 퍼프와 함께 라이더 클랜의 계열사들이 마이애미 외곽에서 ASAP Mob의 멤버들을 공격하면서 불화는 빠르게 육체적으로 변했다.이로 인해 ASAP Nast는 경찰을 부르고 Space Ghost Purrp는 체포되었다.
2013년 3월, 스페이스 고스트 퍼프와 계열사들은 그들의 고향인 뉴욕에서 다시 한번 ASAP Mob을 공격했다.그 불화는 공격성 측면에서 빠르게 잦아들기 시작했고 소셜 미디어로 옮겨갔다. 스페이스고스트퍼프에 따르면, 2015년 야스프 사망 전에 ASAP Mob과의 불화는 해결되었지만, ASAP 바리가 스페이스고스트퍼프와 ASAP가 재결합하는 것을 막아 갈등이 영구화되었다.

## 디스코그래피

### 스튜디오 앨범
- Mysterious Phonk: Chronicles of SpaceGhostPurrp (2012)

### 익스텐디드 플레이
- Why So Serious (as Muney Jordan) (2009)
- God of Black, GXX XX BXXXK Volume. 1 (2012)
- Larry Bird Season (2014)
- Dark Angel (as SpaceGhoztPurrp) (2015)
- Money Mendoza (2015)
- Richest Revenge (as Money Mendoza) (2015)
- Blackland Radio 666: Pt. 2 - Episode 1 (as SpaceGhostPurrp AKA Purrple Haze) (2016)
- New Season 2K17 (2016)
- Pits of Hell (with 5G) (2016)
- Richest Revenge 2 (2017)
- Winter's Mine 4 (2017)
- Angry America (2017)
- Miami Music Pistol Music Homicide Music ( Miami Dade County 2017 ) (as SpaceGhostPurrp Da Lean Plug) (2017)
- Qream  (2017)
- Overkill 2 (2017)
- Enemies (2017)
- Underworld (with Spookyli) (2017)
- Florida Baby (2017)
- Florida Stick Drill (2017)
- Bal Harbour (2018)
- Lil Vamp (2018)
- Blood Moon (as Vampire Money) (2018)

### 믹스테잎들
- Wavvy Chronicles (as Muney Jordan) (2010)
- NASA: The Mixtape (2010)
- Purpped & Chopped (2011)
- Blackland Radio 66.6|BLVCKLVND RVDIX 66.6 (1991) (2011)
- CLVB NVZV 1995: Purrped & Chopped (2011)
- B.M.W. (2012)
- The Winter's Mine (2013)
- B.M.W. 2: IntoXXXicated (2014)
- NASA Gang (Remastered) (2014)
- Dark Angels (Bonus Tracks) (2015)
- Dark Angel Instrumentals (2015)
- Winter's Mine 2 (2015)
- Veneno (2015)
- Winter's Mine 3 (2015)
- Chopped by Purrp (2016)
- Blackland Radio 66.6 Pt. 2 - Episode 1 (2016)
- Blood Red Moet (2016)
- Overkill (2016)
- Purrple Haze (as Purrple Haze) (2016)
- God of Black EP Vol. 2 - The X-Tacy Tape (2016)
- ICX CRXVM DXMXN 1.8 (with Spookyli) (2017)
- Winter‘s Mine 5 (as Vamp Money) (2017)
- Vampire Life The Mixtape (Free Jim Jones Mixtape) (2018)
- Rihanna's Baby Daddy (2018)
- Gladiator Season (Volume 1) (with TrippJones) (2018)
- Florida Flame Part 1 (2018)
- Welcome to Vampland (with Spookyli) (2019)
- MarDragon+ (2018)
- Please Don't Wake Me; I Am Exhausted (with XVNИ¥) (2019)
- Dragon Nigga No Slime (2019)
- Florida Finna Kill Da Whole World (Miami Dade County 305) (2019)
- SpaceGhostPussy Response ( End of ASAP Rocky AKA ASAP Sissy Pony ) (2020)
- COVAMP (2020)
- Z-REX 3005 (2020)

### 믹스들
- Nate Dogg: Purrped & Chopped (2011)
- Alize Mix (2012)
- P Y R O MIXX 2015 (2015)
- Goth Money Talibanz 2015 Mix (2015)
- December Mixx (2015)
- BLVCK MVNXXY JXRDVN MIXX (with BMB Loko Los) (2016)
- The New Wave: 2k16-HotBoyz (2016)
- Terror Gang: Dark Riddim (2018)
- Ashview Heights Legend (as SpaceGhoztPurrp) (2019)
- Northside Drive Zone 2 ATL 2020 (as Money AKA SpaceGhostPurrp) (2020)
- DJ MIXX 1 (As DJ VAMPIRE MONEY) (2021)

### 컴필레이션 앨범
- NASA Underground - Lost Tapes: 1991–'93 (2010)
- NASA Underground - Lost Tapes: 1994–'96 (2010)
- NASA Underground - Lost Tapes: 1997–2000 (2011)
- Blvck Phonk (2012)
- Best of S.G.P.: Sizzurp Tape (2013)
- 58 Blunts of Purrp (2014)

## 찬조출연(Guest appearances)
| 제목                                                          | 연도 | 아티스트                                                              | 앨범                                                                                          |
| ------------------------------------------------------------- | ---- | --------------------------------------------------------------------- | --------------------------------------------------------------------------------------------- |
| "Purple Swag: Chapter 2(퍼플 스웨그: 챕터 2)"                 | 2011 | ASAP Rocky, ASAP Nast                                                 | Live. Love. ASAP(삶, 사랑, 가능한 한)                                                         |
| "Keep It G(계속 해, G)"                                       | 2011 | ASAP Rocky, Chance Infinite                                           | Live. Love. ASAP(삶, 사랑, 가능한 한)                                                         |
| "Real Hustlers Don't Sleep(진짜 허슬러들은 잠을 자지 않는다)" | 2011 | Juicy J, ASAP Rocky                                                   | "Blue Dream and Lean(파란색 꿈과 린(마약성 감기약 코데인을 섞고 컵 두개를 포개어 먹는 음료))" |
| "Deez Bitches Rollin(여자들은 계속 굴러)'"                    | 2011 | Juicy J, Speak!                                                       | "Blue Dream and Lean(파란색 꿈과 린(마약성 감기약 코데인을 섞고 컵 두개를 포개어 먹는 음료))" |
| "Slap a Fat Bitch(살찐 여자를 쳐)"                            | 2012 | Propr Boyz                                                            | Prxpr Bxyz                                                                                    |
| "Raider Klan Phonk Freestyle(라이더 클랜 펑크 프리스타일)"    | 2012 | Denzel Curry, Ruben Slikk                                             | King of the Mischievous South Vol. 1                                                          |
| "Mink Rug(밍크 룩)"                                           | 2012 | Wali Da Great                                                         | Mink Rug                                                                                      |
| "Outro(아웃트로)"                                             | 2012 | Soulja Mook, Pouya (rapper), Denzel Curry, Lofty305, Yung Raw         | M.I.Alien                                                                                     |
| "The Daily News(일일 뉴스)"                                   | 2012 | Domo Genesis, The Alchemist (뮤지션), Earl Sweatshirt, Action Bronson | No Idols                                                                                      |
| "Kush Cloud(고된 안개)"                                       | 2012 | Freddie Gibbs, Krayzie Bone                                           | Baby Face Killa                                                                               |
| "Roaches" (리믹스)                                            | 2012 | ¡Mayday!, Cyhi the Prynce                                             | 빈칸                                                                                          |
| "Murder on My Mind(살인이 나의 마음속에)"                     | 2013 | Three 6 Mafia, Krayzie Bone, Bizzy Bone                               | 6iX Commandments                                                                              |
| "Flexin(자랑)"                                                | 2013 | Robb Bank$, Neva Bitch, Yung Lean                                     | 빈칸                                                                                          |
| "Picture Me(날 조명해)"                                       | 2015 | Lofty305                                                              | Cokeyshoresmotosports Vol. 1                                                                  |
| "Late Night Tippin(심야 타이핀)"                              | 2015 | Burgos                                                                | Trill List                                                                                    |
| "Conscious Revolution(의식 혁명)"                             | 2015 | Traumatize                                                            | Spawn 1991                                                                                    |

## 프로덕션 디스코그래피

### 2011년
Lil Ugly Mane - "Doing Badass Improvisational Stuff Rag For Piano(피아노를 위한 더러운 즉흥 연주 래그)"
- "Throw Dem Gunz (2011년 미공개 러프 미완성 첫 번째 데모 버전)"

A$AP Rocky - "Live. Love. ASAP"
- 09. "Keep It G" (Chace Infinite, SpaceGhostPurrp가 피쳐링)

Sortahuman - "Lysergic Bliss(리제르그 블리스)"
- 07. "Stonergang(스토너갱)" (Main Attrakionz가 피쳐링)

ASAP Ant -
- "BLVCK TVPE" (Spaceghostpurrp가 피쳐링)

ASAP Twelvyy -
- "Dope Sample(돕한 샘플)"

Sortahuman - Stonerga1ng
- 01. "The Anthem(노래)"
- 02. "Early Morning(이른 아침)" (Dizzy D, J.K. The Reaper가 피쳐링)
- 05. "Where They Do That At(그들은 어디에서 무엇을 하고 있는가)"
- 12. "Nothin But The Best(아무것도 아니지만 최고야)" (Dizzy D가 피쳐링)

### 2012년
A$AP Rocky -
- "Pretty Flacko"

Denzel Curry - King of the Mischievous South, Vol. 1
- 02. "Headcrack(두통)"
- 04. "Phantazm '96"(96년도 판타짐)
- 05. "Gankin 1993-1995" (J.K. The Reaper가 피쳐링)
- 15. "Raider Klan Phonk Freestyle" (Ruben Slikk, SpaceGhostPurrp)

Yung Simmie - G Funk Resurrection 1993-1995
- 11. "Captain Planet(캡틴 플래닛) (Rvidxr Klvn Purrp 트리뷰트‘94)"

Wiz Khalifa - "Taylor Allderdice (믹스테잎)"
- 12. "T.A.P." (Juicy J가 피쳐링)

J.K. The Reaper - "Ill Life"
- 15. "Gankin'" (Denzel Curry가 피처링)
- 17. "Son of Sam"(샘의 아들)

Amber London - "1994 EP"
- 07. "Low MF Key"(낮은 MF키)

Metro Zu - "HEAVEN"
- 07. "Cyberpunk Phonk(사이버펑크 펑크)"

Robb Banks -
- "Look Like Basquiat(바스키아처럼 보이는)" (Rah와 함께 프로듀싱)

Denzel Curry - "Strictly 4 My R.V.I.D.X.R.Z."
- 11. "Headcrack" (Yung Simmie가 피쳐링)
- 13. "Ridin n Da Back" (Amber London, Xavier Wulf가 피쳐링)
- 16. "Son of Sam (Fang Tribute)"
- 17. "Headcrack Remix" (Yung Simmie, Young Renegade가 피쳐링)

Juicy J - "Blue Dream & Lean Reloaded"
- 01. "20 Zig Zags" (위즈 칼리파가 피쳐링)

Robb Banks -
- "Refined(정제된)"

Denzel Curry -
- "Mystical Virus Pt. 2"

Knocka -
- "Watch Out"

A$AP TyY-
- "Ryder Shit"

### 2013년
A$AP Rocky - "Long. Live. ASAP"
- 17. "Pretty Flacko (리믹스)" (Gucci Mane, Waka Flocka Flame, and Pharrell Williams가 피쳐링)

Chris Travis - "Side Effects(부작용)"
- 03. "Diamonds Pt. 2(다이아몬드 파트 2)"

Chris Travis - "K.O.T.U. Greatest Hits"
- 24. "Anything You Wanna Do(너가 원하는 것 무엇이든지)"

Grandmilly -"BVNDVNVZ II"
- 14. "Zombies(좀비들)"

Gangsta Boo -
- "Vibin(바이브)"

Dough Dough Da Don - Century of a Raider
- 08. "Know Bout Me" (SGP가 Muney Jordan이라는 이름으로 피쳐링) (Muney Jordan가 프로듀싱)

Denzel Curry -
- "Live This Shit(이 지옥을 살아)

Yung Simmie - "Shut Up and Vibe Vol. 1(입 닫고 바이브 1)"
- 15. "Disrespect" (SpaceGhostPurrp가 피쳐링)

Nell - "The Revolution '94(94년도의 일)"
- 13. "The Outro(아웃트로)"

Lil Champ FWAY -
- "Graveyard Shift(무덤 변경)" (Yung Simmie, Denzel Curry가 피쳐링)

Robb Banks - "Tha City"
- 01. "Flex (City)" (Nuri와 함께 프로듀싱)
- 02. "KDia (CT)" (Phlo Finister가 피쳐링) (Nuri와 함께 프로듀싱)
- 04. "All The Way Live (Ft. Lauderdale가 피쳐링)" (Nuri와 함께 프로듀싱)
- 05. "Counted (LA)" (Nuri와 함께 프로듀싱)
- 08. "Changed (Miami)" (Lofty305가 피쳐링) (Nuri, Freebase와 함께 프로듀싱)
- 11. "Broward County Legend (Coral Springs)"

Black Smurf -
- "Pretty Thuggin"

Da Mafia 6ix - "6ix Commandments"
- 07. "Murder On My Mind" ( SpaceGhostPurrp, Krayzie Bone, Bizzy Bone 피쳐링) (DJ Paul, JGRXXN와 함께 프로듀싱)

Sokół (래퍼), Marysia Starosta - "Czarna biała magia"
- 01. "Proporcje" (스크래치: DJ Nelson)
- 11. "Chujowo wyszło" (스크래치: DJ. B)

### 2014년
Lil Uzi Vert - "Purple Thoughtz EP Vol. 1"
- 02. "White Shit"

Nell - "Vice City"
- 11. "Bust Ya Head Open" (featuring T-Rone, Big Bo, and Denzel Curry)
- 12. "Breaker Breaker"

Black Kray -
- "Lil Rari"

Goth Money Records - "Goth Money Tech Palms For The 99-2005"
- 03. "Goth Money World" (performed by Black Kray featuring SpaceGhostPurrp)

Chris Travis - Silence of Me Eternally
- 04. "Just Ashin"

### 2015년
Kane Grocerys - 777
- 02. "Taliban World" (Black Kray가 피쳐링)

Robb Banks - "Year of the Savage"
- 11. "2PhoneShawty(투폰쇼티)"

Amber London -
- "Addicts(중독)"

Thouxanbanfauni -
- "Nue Nue II (NUER) (RixkyB@NDS가 피쳐링)"

### 2016년
Cursed - 6 Shots
- 01. "6 Shots(6발)"

Chxpo x Black Kray
- So Icey Goth La Flexico's"(나는 아이스 고스 플렉시코를 알고 있다.)"

Syringe -
- "Black Lips Rigging Shit(검은 입술들의 개같은 리그)"

### 2017년
Chxpo -
- "Demon(악마)"

SpookyLi - ICX CRXVM DXMON 1.8
- 모든 8개의 트랙은 SGP에 의해 프로듀싱됨.

SpookyLi -
- "Sub-Zero(모탈컴뱃의 등장인물)"

5G - "LOR5TH"
- 13. "Different States(다른 국가들)"

Lil Tracy(릴 트레이시)-
- "Danglin"

SpookyLi - "Underworld EP(언더월드 EP)"
- (모든 5개의 트랙들은 SGP에 의해 프로듀싱, 5개는 BMB Loko LOs에 의해 리믹스됨.)

Diamondsonmydick - "Bloodrayne"
- 03. "Bloodrayne(블레드 레인)"

KirbLaGoop - Trapped In Da 100 (100개의 함정에 빠지다)
- 05. "Jaw Lock(조 락)"

### 2018년
Marcy Mane, WifiGawd - "MOETOWN(모에타운)"
- 08. "Holditdownmoe" (Phlegm, Marcy Mane가 피쳐링)

TrippJones - Machine Smoke
- 12. "MachineDream" (Morgue!가 피쳐링)

Black Kray, FHN Mook - "Depressed Shooter(우울한 사격수)"
- 05. "Semi(세미)"

AGoff - "Trap Files 10 (10개의 트랩 파일들)"
- 06. "I'm Not Free(난 자유인이 아니야)"

### 2019년
XVNNY - "Please Don't Wake Me; I Am Exhausted(나를 깨우지 마; 난 지금 기진맥진했어)"
- 풀 앨범

## 관련 링크
- (영어) SpaceGhostPurrp - Discogs